# Grand'Rivière
Pour les articles homonymes, voir Grand-Rivière et Grande Rivière.
Grand'Rivière est une commune française, située dans le département de la Martinique. Ses habitants sont appelés les Riverains.

## Géographie

### Localisation
La commune de Grand'Rivière se situe à l'extrémité nord-est de l'île de la Martinique.
Il s'agit d'une petite commune de pêcheurs au pied de la montagne Pelée. Avec seulement 531 habitants, elle est la commune la moins peuplée de la Martinique.
Les limites :
- À l'est : La Rivière Potiche au-dessus de laquelle on trouve le fameux pont métallique, d'une longueur de 67 mètres et d'une hauteur de 5,7 mètres. C'est le pont le plus long et également le plus haut de la Martinique.
- À l'ouest : l'anse Dufour
- Au nord : le canal de la Martinique, large de 35 km

### Communes limitrophes
Les communes limitrophes sont  Le Prêcheur et Macouba.

### Géologie et relief
Situé dans une vallée (Grand'Rivière), le relief est accidenté. La route qui y mène est très escarpée. La côte présente des caps (cap Saint-Martin), des anses (anse Dufour, anse du Débarcadère, anse de la Bagasse). La région avoisinante est très montagneuse (morne Balata, morne Tique, morne Citron). La végétation y est dense et luxuriante.

## Urbanisme

### Typologie
Grand'Rivière est une commune rurale, car elle fait partie des communes peu ou très peu denses, au sens de la grille communale de densité de l'Insee,,,.
Par ailleurs la commune fait partie de l'aire d'attraction de Basse-Pointe, dont elle est une commune de la couronne. Cette aire, qui regroupe 4 communes, est catégorisée dans les aires de moins de 50 000 habitants,.
La commune, bordée par l'Océan Atlantique au nord, est également une commune littorale au sens de la loi du 3 janvier 1986, dite loi littoral. Des dispositions spécifiques d’urbanisme s’y appliquent dès lors afin de préserver les espaces naturels, les sites, les paysages et l’équilibre écologique du littoral, par exemple le principe d'inconstructibilité, en dehors des espaces urbanisés, sur la bande littorale des 100 mètres, ou plus si le plan local d’urbanisme le prévoit,.

## Toponymie
Le bourg se situe sur la rive gauche de la Grande-Rivière d'où il tire son nom.

## Histoire
À la fin du XVIIe siècle, les jésuites y installent une chapelle. Le père Labat, étant à Potiche, écrit : « Nous allâmes dire la messe à une petite chapelle qui est de l'autre côté de la Grand'Rivière(...). Le père jésuite du Prêcheur y vient dire la messe deux ou trois fois l'année. »
En 1837, un décret rend Grand'Rivière et Macouba dépendantes de Basse-Pointe, elles forment donc toutes les trois la "commune du Nord".
En 1845, la commune du Nord est dissoute lors de l'érection de Macouba en commune. Grand'Rivière dépend dès lors de Macouba.
En 1852, son éloignement nécessite la création d'un poste de gendarmerie, par le contre-amiral Vaillant, gouverneur de l'époque de la Martinique.
En 1888, Grand'Rivière devient commune à part entière. Elle fait alors partie du canton de Basse-Pointe et de l'arrondissement de Saint-Pierre.
Le 20 mai 1888, Théophile-Anatole Rémilien devient le premier maire de Grand'Rivière.
Le 25 juin 1940, la Martinique devient dès lors sous l'administration de l'amiral Robert et Grand'Rivière une des plaques tournantes de la résistance martiniquaise. En 1942, un représentant de l'amiral Robert en compagnie de l'archevêque, Mgr Varin de la Brunelière, débarquent à Grand'Rivière avec pour but le remplacement des drapeaux républicains par des croix. C'était bien mal connaître les Riverains, on assiste alors à une rixe entre les partisans de Robert et ses adversaires. Grand'Rivière restera tout au long de cette période "une commune de résistants", sa situation géographique facilitant le trafic en tout genre et le marché noir. Bien des soldats sont partis de Grand'Rivière pour rejoindre les Alliés. Il était fréquent d'assister à des incidents entre douaniers et contrebandiers soutenus par la population riveraine. Si bien que l'amiral Robert décide de créer un poste de douane chargé de régulariser les expéditions et les réceptions de marchandises. En 1945, l'annonce de la Libération et de la victoire des Alliés provoquent des mouvements de joie dans la population riveraine.

## Politique et administration

### Liste des maires
| Période                                  | Période                     | Identité                | Étiquette             | Qualité |
| ---------------------------------------- | --------------------------- | ----------------------- | --------------------- | --- |
| 1943                                     | 1959                        | Édouard Sabas Lavenaire |                       | |
| 1959                                     | 1965                        | Camille Petit           | UNR                   | Médecin Conseiller général du canton de Fort-de-France-1 (1959 → 1967)                                                        |
| 1965                                     | 1990                        | André Forestal          | UNR puis UDR puis RPR | Comptable Conseiller général du canton de Grand'Rivière (1955 → 1985) Conseiller général du canton de Macouba (1985 → 1992)   |
| 1990                                     | 1994                        | Gustave Marajo          |                       | |
| 1994                                     | 2001                        | Ernest Dehauteur        | DVD                   | Conseiller général du canton de Macouba (1998 → 1999)                                                                         |
| 2001                                     | En cours (au 30 avril 2014) | Joachim Bouquety        | RDM                   | Enseignant Conseiller général du canton de Macouba (2011 → 2015) 4e vice-président de la CA du Pays Nord Martinique (2014 → ) |
| Les données manquantes sont à compléter. |                             |                         |                       | |

## Population et société

### Démographie
L'évolution du nombre d'habitants est connue à travers les recensements de la population effectués dans la commune depuis 1961, premier recensement postérieur à la départementalisation de 1946. À partir de 2006, les populations de référence des communes sont publiées annuellement par l'Insee. Le recensement repose désormais sur une collecte d'information annuelle, concernant successivement tous les territoires communaux au cours d'une période de cinq ans. Pour les communes de moins de 10 000 habitants, une enquête de recensement portant sur toute la population est réalisée tous les cinq ans, les populations de référence des années intermédiaires étant quant à elles estimées par interpolation ou extrapolation. Pour la commune, le premier recensement exhaustif entrant dans le cadre du nouveau dispositif a été réalisé en 2005.

En 2022, la commune comptait 508 habitants, en évolution de −27,74 % par rapport à 2016 (Martinique : −4,11 %, France hors Mayotte : +2,11 %).
| 1961  | 1967  | 1974  | 1982  | 1990 | 1999 | 2010 | 2015 | 2020 |
| ----- | ----- | ----- | ----- | ---- | ---- | ---- | ---- | ---- |
| 1 483 | 1 561 | 1 291 | 1 159 | 956  | 882  | 605  | 686  | 554  |

| 2022 | - | - | - | - | - | - | - | - |
| ---- | - | - | - | - | - | - | - | - |
| 508  | - | - | - | - | - | - | - | - |

### Sports et loisirs
Équipement sportif :
- Stade André-Forestal.

Club sportif : US Riveraine, football

## Économie
L'économie de Grand'Rivière est surtout liée à la pêche côtière et à l'agriculture. En 2017-2018, la commune a vu s'ériger la plus grande ferme éolienne des Petites Antilles au lieu-dit Beauséjour, qui est composée de 7 éoliennes alimentant 1500 foyers.

## Culture locale et patrimoine

### Lieux et monuments
- Le village
- Les falaises
- Le port
- La grande rivière
- L'école communale
- Le Flot
- Le cimetière
- La Vierge des Marins
- L'église de Sainte-Catherine-d'Alexandrie. L'édifice a été inscrit au titre des monuments historiques en 2009[15].
- Maison Paul-Emile-Victor

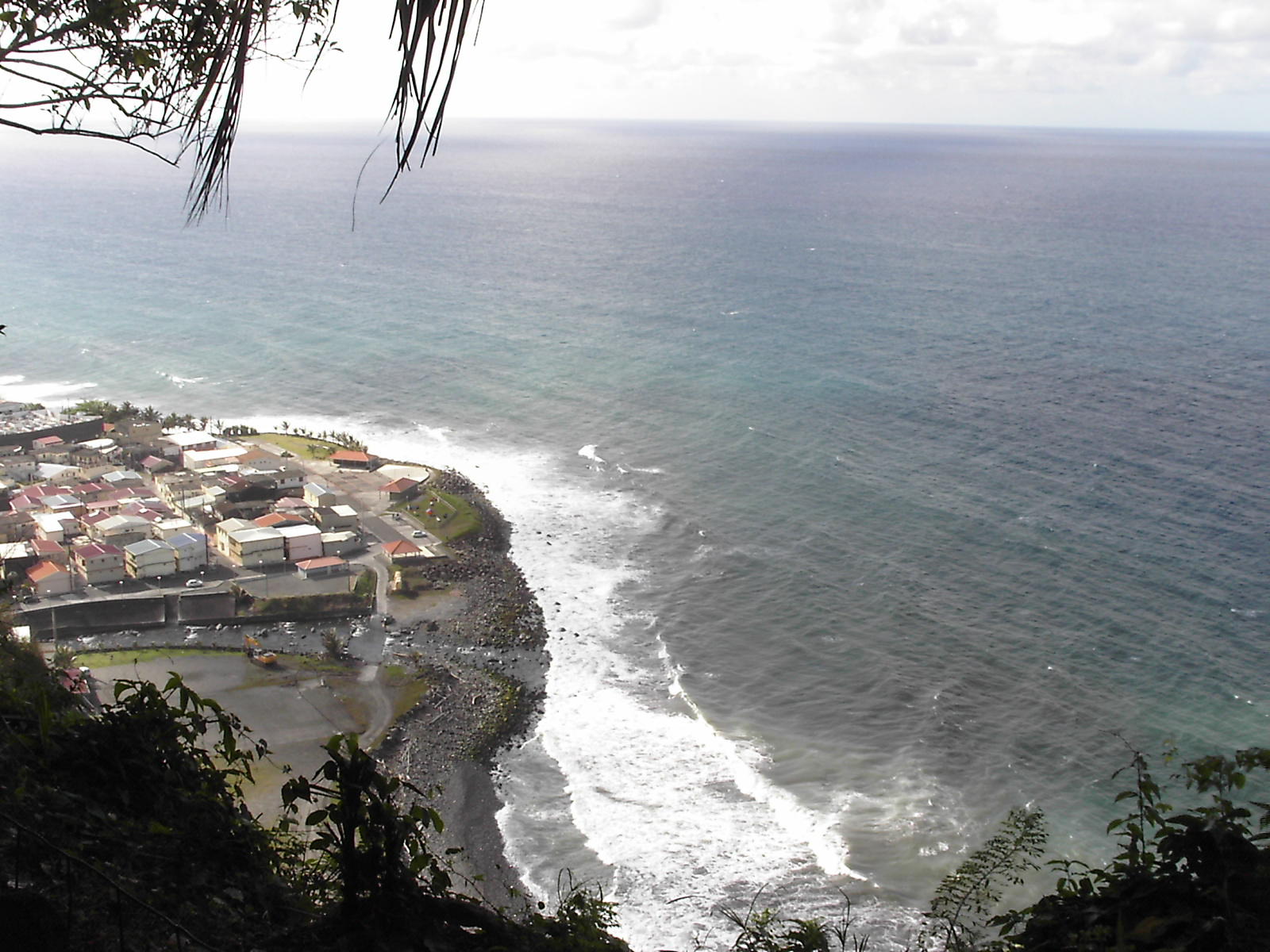
Partie de Grand'Rivière vue depuis une falaise.
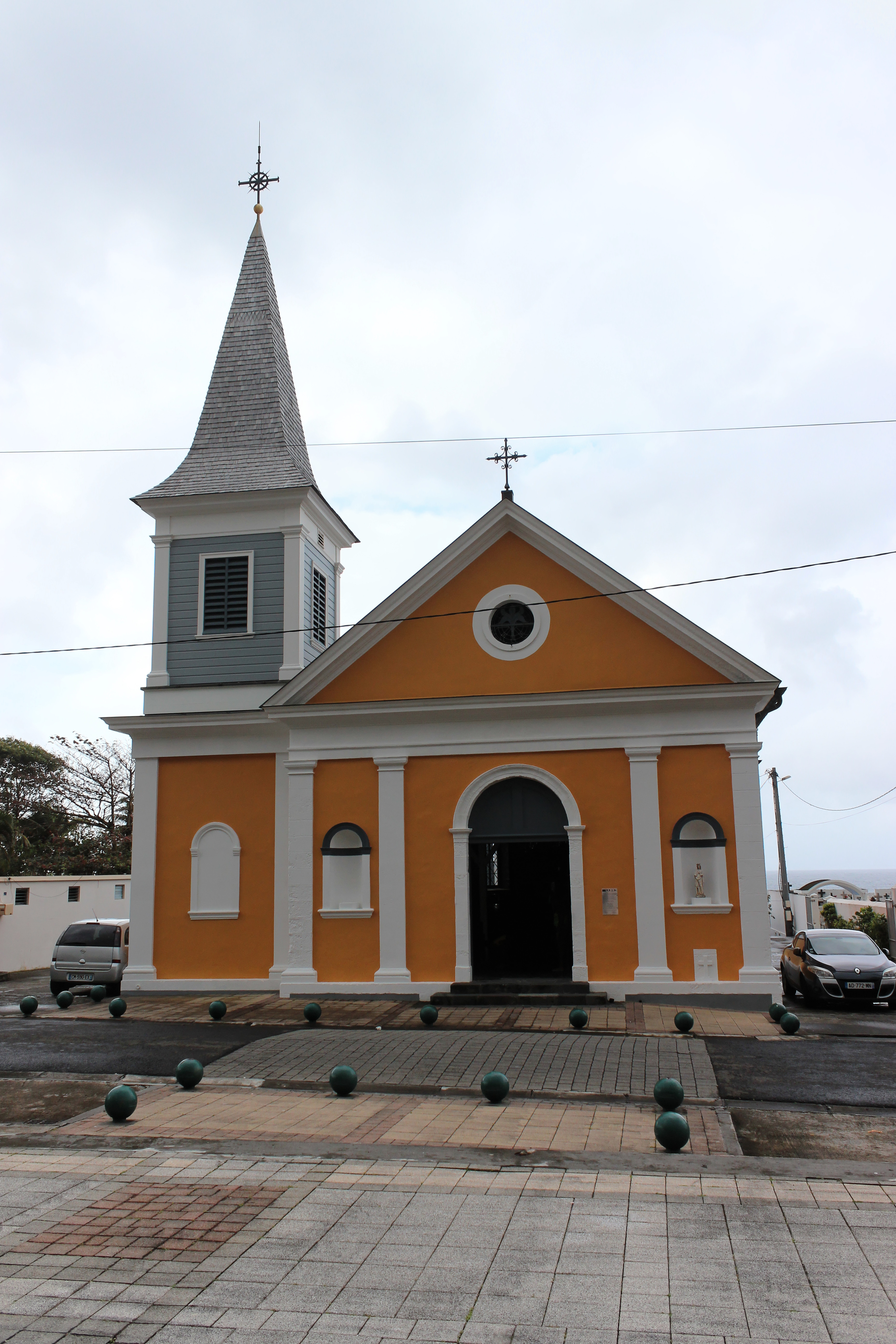
L'église .
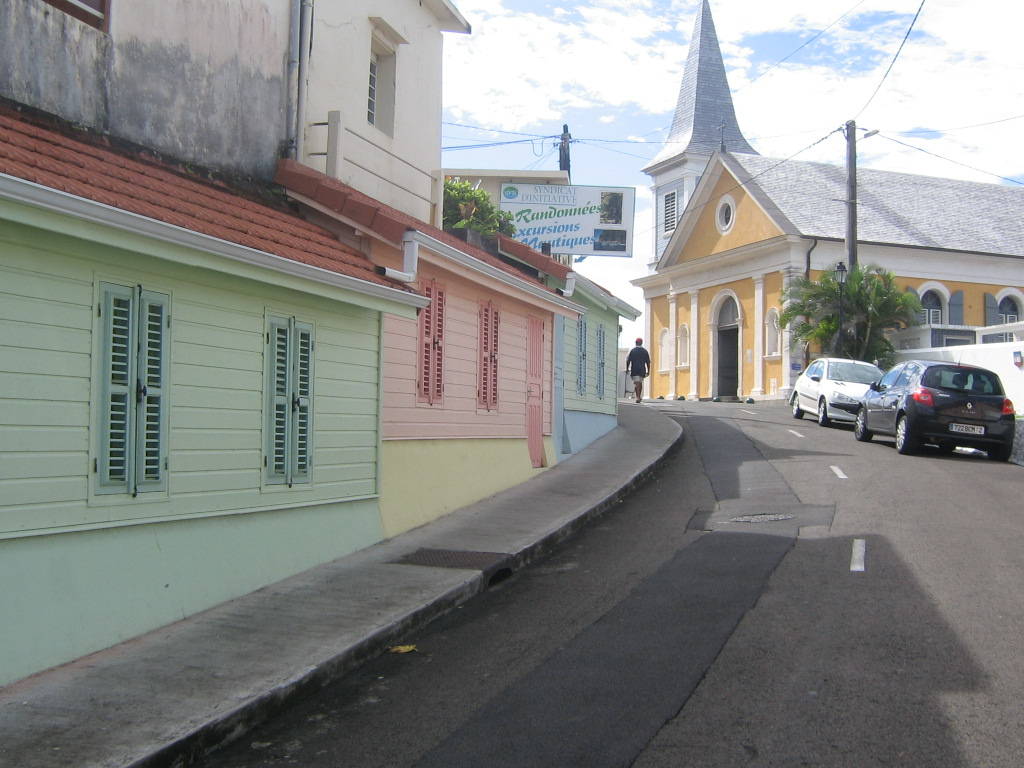
Rue montant vers l'église.
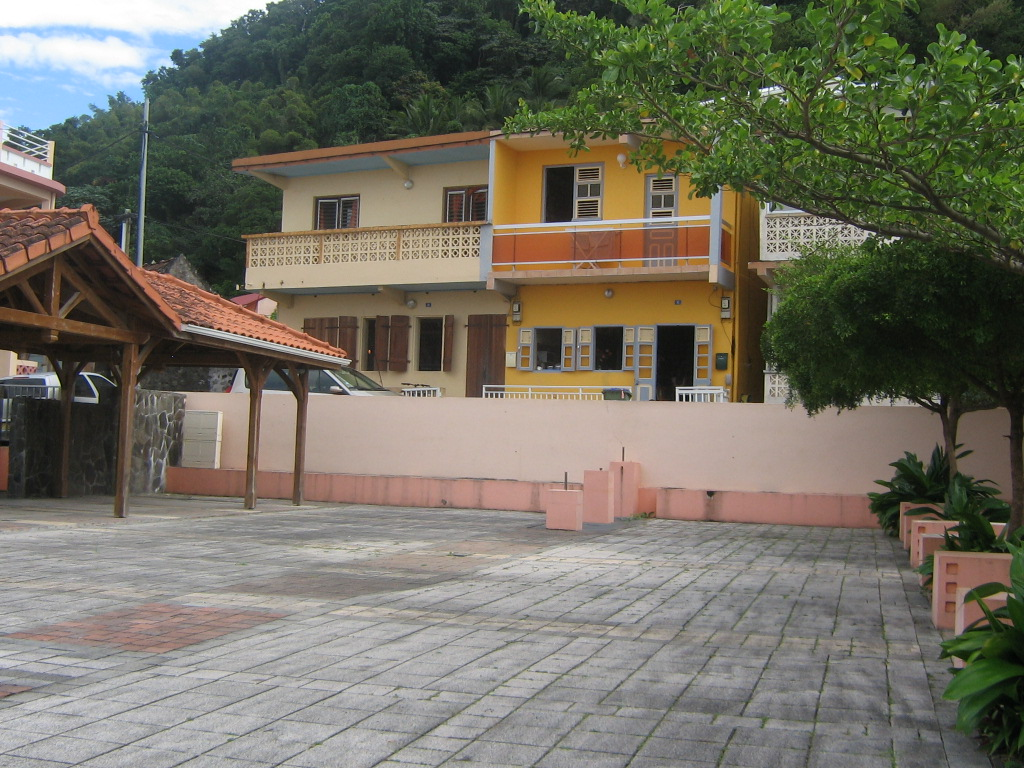
La place devant l'église.

### Jumelage
Vieux-Habitants (Guadeloupe)

### Personnalités liées à la commune
- Camille Petit, né au Saint Esprit, maire de Grand' Rivière de 1959 à 1965 puis maire de Sainte-Marie 1969 à 1983 et député de 1967 à 1986 et président du conseil régional de la Martinique de 1974 à 1983. Il fut aussi le pionnier du Gaullisme en Martinique.
- Tony Delsham, romancier martiniquais né à Fort-de-France. Tony Delsham de son vrai nom André Pétricien est issu d'une famille originaire de Grand'Rivière.
- Luc Laventure, journaliste et réalisateur